# Sébastien Grosjean
Sébastien Grosjean (Marseille, 29 mei 1978) is een voormalig Franse tennisser.
Grosjean werd geboren in de Franse havenstad Marseille maar woont al geruime tijd in de Verenigde Staten, in Boca Raton (een verblijfplaats van vele toptennissers en -tennissters). Hij heeft drie kinderen; een dochter, geboren in 1998, een zoon, geboren in 2002 en nog een dochter, geboren in 2006.
In zijn carrière won hij vier titels in het enkelspel, waaronder de ATP Masters Seriestitels in Parijs in 2001.

## ATP-titels

### Enkelspel
| Nr.                          | Datum            | Toernooi              | Ondergrond    | Tegenstander in finale | Score                    | Details |
| ---------------------------- | ---------------- | --------------------- | ------------- | ---------------------- | ------------------------ | ------- |
| Gewonnen finales             |                  |                       |               |                        |                          |         |
| 1.                           | 25 juni 2000     | ATP Nottingham        | Gras          | Byron Black            | 7-6(7), 6-3              | Details |
| 2.                           | 4 november 2001  | ATP Parijs            | Hardcourt (i) | Jevgeni Kafelnikov     | 7-6(3), 6-1, 6-7(5), 6-4 | Details |
| 3.                           | 27 oktober 2002  | ATP Sint-Petersburg   | Hardcourt (i) | Michail Joezjny        | 7-5, 6-4                 | Details |
| 4.                           | 28 oktober 2007  | ATP Lyon              | Tapijt (i)    | Marc Gicquel           | 7-6(5), 6-4              | Details |
| Verloren finales             |                  |                       |               |                        |                          |         |
| 1.                           | 28 maart 1999    | ATP Miami             | Hardcourt     | Richard Krajicek       | 6-4, 1-6, 2-6, 5-7       | Details |
| 2.                           | 2 mei 1999       | ATP Atlanta           | Gravel        | Stefan Koubek          | 1-6, 2-6                 | Details |
| 3.                           | 16 april 2000    | ATP Casablanca        | Gravel        | Fernando Vicente       | 4-6, 6-4, 6-7(3)         | Details |
| 4.                           | 18 februari 2001 | ATP Marseille         | Hardcourt (i) | Jevgeni Kafelnikov     | 6-7(5), 2-6              | Details |
| 5.                           | 18 november 2001 | ATP World Tour Finals | Hardcourt (i) | Lleyton Hewitt         | 3-6, 3-6, 4-6            | Details |
| 6.                           | 15 juni 2003     | ATP Londen            | Gras          | Andy Roddick           | 3-6, 3-6                 | Details |
| 7.                           | 5 oktober 2003   | ATP Tokio             | Hardcourt     | Rainer Schüttler       | 6-7(5), 2-6              | Details |
| 8.                           | 13 juni 2004     | ATP Londen            | Gras          | Andy Roddick           | 6-7(4), 4-6              | Details |
| 9.                           | 24 april 2005    | ATP Houston           | Gravel        | Andy Roddick           | 2-6, 2-6                 | Details |
| Gewonnen finales challengers |                  |                       |               |                        |                          |         |
| 1.                           | 11 mei 1997      | Bratislava            | Gravel        | Radomir Vasek          | 6-4, 6-1                 |         |
| 2.                           | 28 februari 1999 | Cherbourg             | Hardcourt (i) | Anthony Dupuis         | 4-6, 6-4, 6-0            |         |

### Dubbelspel
| Nr.                           | Datum            | Toernooi         | Ondergrond    | Partner            | Tegenstanders in finale         | Score         | Details |
| ----------------------------- | ---------------- | ---------------- | ------------- | ------------------ | ------------------------------- | ------------- | ------- |
| Gewonnen finales heren dubbel |                  |                  |               |                    |                                 |               |         |
| 1.                            | 16 april 2000    | ATP Casablanca   | Gravel        | Arnaud Clément     | Lars Burgsmüller Andrew Painter | 7-6(4), 6-4   | Details |
| 2.                            | 28 juli 2002     | ATP Los Angeles  | Hardcourt     | Nicolas Kiefer     | Justin Gimelstob Michaël Llodra | 6-4, 6-4      | Details |
| 3.                            | 16 februari 2003 | ATP Marseille    | Hardcourt (i) | Fabrice Santoro    | Tomáš Cibulec Pavel Vízner      | 6-1, 6-4      | Details |
| 4.                            | 21 maart 2004    | ATP Indian Wells | Hardcourt     | Arnaud Clément     | Wayne Black Kevin Ullyett       | 6-3, 4-6, 7-5 | Details |
| 5.                            | 28 oktober 2007  | ATP Lyon         | Tapijt (i)    | Jo-Wilfried Tsonga | Łukasz Kubot Lovro Zovko        | 6-4, 6-3      | Details |
| Verloren finales heren dubbel |                  |                  |               |                    |                                 |               |         |
| 1.                            | 14 oktober 2001  | ATP Lyon         | Tapijt        | Arnaud Clément     | Daniel Nestor Nenad Zimonjić    | 1-6, 2-6      | Details |
| 2.                            | 1 november 2009  | ATP Lyon         | Hardcourt (i) | Arnaud Clément     | Julien Benneteau Nicolas Mahut  | 4-6, 6-7(6)   | Details |

## Prestatietabel
| Legenda | Legenda                          |
| ------- | -------------------------------- |
| g.t.    | geen toernooi gehouden           |
| l.c.    | lagere categorie                 |
| –       | niet deelgenomen                 |
| G       | uitgeschakeld in de groepsfase   |
| 1R      | uitgeschakeld in de eerste ronde |
| 2R      | uitgeschakeld in de tweede ronde |
| 3R      | uitgeschakeld in de derde ronde  |
| 4R      | uitgeschakeld in de vierde ronde |
| KF      | uitgeschakeld in de kwartfinale  |
| HF      | uitgeschakeld in de halve finale |
| F       | de finale verloren               |
| W       | het toernooi gewonnen            |
| w-v     | winst/verlies-balans             |

### Prestatietabel grand slam, enkelspel
| Toernooi              | 1997   | 1998   | 1999   | 2000  | 2001   | 2002   | 2003   | 2004  | 2005   | 2006   | 2007   | 2008 | 2009   | 2010   | Carrière w-v |
| --------------------- | ------ | ------ | ------ | ----- | ------ | ------ | ------ | ----- | ------ | ------ | ------ | ---- | ------ | ------ | ------------ |
| Grandslamtoernooien   |        |        |        |       |        |        |        |       |        |        |        |      |        |        |              |
| Australian Open       | –      | –      | 1R     | 3R    | HF     | 2R     | KF     | KF    | 2R     | KF     | 3R     | 3R   | –      | 1R     | 25-11        |
| Roland Garros         | 1R     | 1R     | 3R     | 3R    | HF     | KF     | 2R     | 2R    | 4R     | 2R     | 1R     | –    | –      | –      | 19-11        |
| Wimbledon             | –      | 4R     | 3R     | 1R    | 3R     | –      | HF     | HF    | KF     | 3R     | 2R     | 2R   | –      | –      | 25-10        |
| US Open               | –      | 1R     | 1R     | 3R    | 1R     | 2R     | 1R     | 2R    | 3R     | 2R     | 3R     | 1R   | –      | –      | 9-11         |
| Winst-verlies         | 0-1    | 3-3    | 4-4    | 6-4   | 12-4   | 6-3    | 10-4   | 10-4  | 10-4   | 8-4    | 5-4    | 3-3  | 0-0    | 0-1    | 78-43        |
| Tennis Masters Cup    |        |        |        |       |        |        |        |       |        |        |        |      |        |        |              |
| ATP World Tour Finals | –      | –      | –      | –     | F      | –      | –      | –     | –      | –      | –      | –    | –      | –      | 3-2          |
| ATP Masters 1000      |        |        |        |       |        |        |        |       |        |        |        |      |        |        |              |
| Indian Wells          | –      | –      | –      | 3R    | 3R     | 1R     | 3R     | 4R    | 2R     | 4R     | 1R     | 1R   | –      | –      | 10-9         |
| Miami                 | –      | –      | F      | 3R    | 3R     | 3R     | 2R     | 4R    | 3R     | 3R     | 2R     | 2R   | –      | –      | 15-10        |
| Monte Carlo           | –      | 2R     | 3R     | 1R    | HF     | HF     | –      | 2R    | –      | 2R     | –      | 1R   | –      | –      | 13-8         |
| Stuttgart/Madrid      | –      | –      | 2R     | HF    | 3R     | HF     | KF     | –     | 2R     | 2R     | –      | –    | –      | –      | 13-7         |
| Rome                  | –      | –      | 1R     | 1R    | 3R     | 3R     | 1R     | 2R    | 2R     | 1R     | –      | –    | –      | –      | 6-8          |
| Hamburg               | –      | –      | –      | 2R    | 3R     | 2R     | 2R     | 1R    | 3R     | 3R     | –      | –    | l.c.   | l.c.   | 9-7          |
| Montréal/Toronto      | –      | –      | 2R     | 3R    | –      | KF     | 3R     | 1R    | 3R     | 2R     | 1R     | –    | –      | –      | 11-8         |
| Cincinnati            | –      | 1R     | 1R     | 2R    | –      | 1R     | 1R     | 1R    | 1R     | 1R     | –      | –    | –      | –      | 1-8          |
| Shanghai              | g.t.   | g.t.   | g.t.   | g.t.  | g.t.   | g.t.   | g.t.   | g.t.  | g.t.   | g.t.   | g.t.   | g.t. | –      | –      | 0-0          |
| Parijs                | –      | 1R     | 1R     | 3R    | W      | 3R     | 2R     | –     | 1R     | 2R     | 1R     | –    | 1R     | –      | 9-8          |
| Olympische Spelen     |        |        |        |       |        |        |        |       |        |        |        |      |        |        |              |
| Olympische Spelen     | n.v.t. | n.v.t. | n.v.t. | –     | n.v.t. | n.v.t. | n.v.t. | KF    | n.v.t. | n.v.t. | n.v.t. | –    | n.v.t. | n.v.t. | 3-1          |
| Statistieken          |        |        |        |       |        |        |        |       |        |        |        |      |        |        |              |
| Totaal aantal titels  | 0      | 0      | 0      | 1     | 1      | 1      | 0      | 0     | 0      | 0      | 1      | 0    | 0      | 0      | 4            |
| Totaal winst-verlies  | 0-5    | 16-19  | 36-28  | 44-26 | 51-26  | 43-22  | 36-21  | 28-15 | 30-23  | 27-21  | 21-18  | 7-15 | 1-5    | 1-3    | 341-247      |
| Eindejaarsranking     | 145    | 88     | 27     | 19    | 6      | 17     | 10     | 15    | 25     | 28     | 53     | 170  | 677    | 722    |              |

### Prestatietabel grand slam, dubbelspel
| Grandslamtoernooien   |      |        |        |        |      |        |        |        |       |        |        |        |      |        |        |
| Australian Open       | –    | –      | –      | –      | –    | 3R     | –      | –      | –     | –      | 1R     | 1R     | 2R   | –      | 3-4    |
| Roland Garros         | 1R   | 1R     | 1R     | 1R     | 1R   | –      | –      | –      | –     | –      | –      | 1R     | 1R   | 1R     | 0-8    |
| Wimbledon             | –    | –      | –      | –      | –    | –      | –      | –      | –     | –      | –      | –      | –    | –      | 0-0    |
| US Open               | –    | –      | –      | –      | –    | –      | 2R     | –      | 1R    | 1R     | 1R     | 1R     | 3R   | –      | 3-6    |
| Winst-verlies         | 0-1  | 0-1    | 0-1    | 0-1    | 0-1  | 2-1    | 1-1    | 0-0    | 0-1   | 0-1    | 0-2    | 0-3    | 3-3  | 0-1    | 6-18   |
| Tennis Masters Cup    |      |        |        |        |      |        |        |        |       |        |        |        |      |        |        |
| ATP World Tour Finals | –    | –      | –      | –      | –    | –      | –      | –      | –     | –      | –      | –      | –    | –      | 0-0    |
| ATP Masters 1000      |      |        |        |        |      |        |        |        |       |        |        |        |      |        |        |
| Indian Wells          | –    | –      | –      | –      | 2R   | –      | 2R     | –      | W     | 2R     | KF     | –      | 1R   | –      | 9-5    |
| Miami                 | –    | –      | –      | –      | –    | 1R     | 2R     | –      | KF    | –      | 2R     | –      | –    | –      | 4-4    |
| Monte Carlo           | –    | –      | –      | –      | 2R   | 2R     | –      | –      | 1R    | –      | –      | –      | –    | –      | 2-3    |
| Stuttgart/Madrid      | –    | –      | –      | –      | –    | –      | 1R     | –      | –     | –      | –      | –      | –    | –      | 0-1    |
| Rome                  | –    | –      | –      | –      | 1R   | 2R     | 1R     | 2R     | –     | –      | 2R     | –      | –    | –      | 3-5    |
| Hamburg               | –    | –      | –      | –      | –    | –      | –      | 1R     | 1R    | –      | –      | –      | –    | l.c.   | 0-2    |
| Montréal/Toronto      | –    | –      | –      | 1R     | 1R   | –      | 1R     | –      | KF    | 1R     | –      | –      | –    | –      | 2-5    |
| Cincinnati            | –    | –      | –      | –      | –    | –      | 2R     | –      | 1R    | –      | –      | –      | –    | –      | 1-2    |
| Shanghai              | g.t. | g.t.   | g.t.   | g.t.   | g.t. | g.t.   | g.t.   | g.t.   | g.t.  | g.t.   | g.t.   | g.t.   | g.t. | –      | 0-0    |
| Parijs                | –    | –      | 1R     | 1R     | –    | –      | –      | –      | –     | 1R     | KF     | 2R     | –    | 1R     | 2-5    |
| Olympische Spelen     |      |        |        |        |      |        |        |        |       |        |        |        |      |        |        |
| Olympische Spelen     | –    | n.v.t. | n.v.t. | n.v.t. | –    | n.v.t. | n.v.t. | n.v.t. | 1R    | n.v.t. | n.v.t. | n.v.t. | –    | n.v.t. | 0-1    |
| Statistieken          |      |        |        |        |      |        |        |        |       |        |        |        |      |        |        |
| Totaal aantal titels  | 0    | 0      | 0      | 0      | 1    | 0      | 1      | 1      | 1     | 0      | 0      | 1      | 0    | 0      | 5      |
| Totaal winst-verlies  | 0-1  | 1-2    | 1-5    | 1-6    | 7-8  | 10-9   | 12-11  | 9-5    | 12-10 | 6-12   | 6-9    | 10-11  | 4-8  | 3-3    | 82-100 |
| Eindejaarsranking     | 1160 | 475    | 530    | 527    | 133  | 114    | 93     | 118    | 71    | 176    | 154    | 96     | 252  | 289    |        |